# Ska punk
El ska-punk es la fusión de los géneros musicales ska y punk. Las primeras combinaciones de estos dos estilos ocurrió a finales de los 70 cuando el revolucionario contenido lírico del punk llevó a una natural combinación con el reggae y con otros estilos de música similares del Caribe. 
El estilo alegre y divertido del ska con trompetas y con una rapidez más propia del punk podrían acercarnos a una idea de este sub-estilo.
El ska-punk puede ser confundido con el ska de tercera ola. Este añade más guitarras eléctricas quitando un saxofón y ocupa menos el órgano eléctrico.
Podría considerarse como iniciadores de esta escuela de ska punk a The Clash, el grupo punk inglés que fusionara ritmos, como rocksteady, reggae y dub, sobre todo en London Calling, disco aparecido en 1979 (excelente ejemplo es la canción «Wrong'em Boyo»). Otra banda de gran culto reconocida como la pionera fue Operation Ivy, que combinó el hardcore y el punk de la vieja escuela con un ritmo mucho más rápido de ska en muchas de sus canciones, que al disolverse tras separarse formarían uno de los grupos de punk más famosos de Estados Unidos, Rancid. 
En España Kortatu y Skatala son los introductores del ska en el país. Posteriormente, grupos destacados de principios de los años 1990 son Piperrak, Skalariak o Skaparapid, y de finales de década, Ska-P. 
En Argentina Perfectos Idiotas es el introductor del ska-punk desde 1986 en el país. Actualmente en Argentina este género cuenta con bandas como Paprika. 
En Chile desde 1989 Santiago Rebelde y Los Revolucionarios comienzan a tocar ska y desde mediados de 1990 aparecen bandas como Sandino Rockers, Rojo Vivo, Santo Barrio, entre otras. Desde el año 2000 en Chile aparecen nuevas bandas como Skaital, Drakos, Dr Skarlata, entre otras. Ya llegando el 2010 surgen en Chile diversas bandas que se vinculan al Jazz y comienzan a indagar en el Ska jazz. Así nacen bandas como Manifiesto Ska Jazz, Santiago Downbeat, Mercurio Paradise, entre otras. El año 2013 se funda el Club Ska, donde se intenta crear más espacios para el desarrollo del Ska en Chile. De ese momento comienzan a surgir nuevas bandas que mezclan Ska, Skate punk, Ska Jazz y sus derivados. En esa línea nacen bandas como Skaldik, La kntina, Niña Carolo, entre otras.

## Skacore
El término skacore (a veces llamado hardcore ska o ska core) fue utilizado por primera vez en 1993 en el álbum "Ska-Core, the Devil, and More" de la banda The Mighty Mighty Bosstones. El skacore se define por poner énfasis en el ritmo y en la contundencia, además de llevar mayor velocidad y agresividad (esto heredado del hardcore punk), por lo general la temática suele estar relacionada con el humor negro, la violencia y algunas veces es de corte político, las secciones de metales pueden verse reducidas a 2 o 1 metal. Algunos de los mayores exponentes son, Voodoo Glow Skulls (EE. UU.), Sekta Core! (MEX), No Moral (MEX), 8 Kalacas (MEX), Random Hand (RU), Rojo Vivo (CL), Mojiganga (COL) y Artikulo 33 (MEX)

## Crack Rocksteady
El crack rocksteady es un término que fue acuñado por la banda Choking Victim (1992-1999) y sus múltiples escisiones (Leftöver Crack, Star Fucking Hipsters). Otros grupos son No Cash, Morning Glory (primeros discos), Eskera, Ugly Bastards de Madrid y Fuzzila de Lima Perú. Este tipo de música se caracteriza por mezclar los ritmos más rápidos del ska con hardcore punk, crust punk e incluso grindcore, también es común evitar el uso de instrumentos de viento metal haciendo que la guitarra líder tome un papel más melódico que en el skacore, en contraste al clásico ska-punk, el crack rocksteady tiene una temática mucho más obscura heredada del crust punk, thrashcore y powerviolence.
- Datos: Q460674
- Multimedia: Ska punk / Q460674